# Black Mafia Life
Black Mafia Life è il secondo album del gruppo Gangsta rap Above the Law.

## Tracce
1. Black Triangle
2. Never Missin' a Beat
3. Why Must I Feel Like Dat?
4. Commin' Up
5. Pimpology 101
6. Call It What You Want – con 2Pac e Money-B)
7. Harda U R tha Doppa U Faal
8. Game Wreck-Oniz-Iz Game – con Eazy-E e Kokane)
9. Pimp Clinic
10. V.S.O.P.
11. Process of Elimination (Untouchakickamurdaqtion) – con MC Ren
12. G's & Macoronies
13. G-Rupie's Best Friend
14. Mee vs. My Ego
15. Outro

## Samples
Game Wreck-Oniz-Iz Game
- "Tanga Boo Gonk" di The Nite-Liters
- "On the Floor" di The Fatback Band
- "Military Cut - Scratch Mix" di DJ Grand Wizard Theodore and Kevie Kev Rockwell

G-Rupies Best Friend
- "Housequake" di Prince

Mee vs. My Ego
- "Heartbeat" di Taana Gardner

Call It What You Want
- "Freak of the Week" di Funkadelic

Never Missin' a Beat
- "Ashley's Roachclip" di The Soul Searchers
- "(Not Just) Knee Deep" di Funkadelic

V.S.O.P.
- "Backstrokin'" di The Fatback Band
- "Genius of Love" di Tom Tom Club
- "I Can't Go for That (No Can Do)" di Hall & Oates
- "Cutie Pie" di One Way

Commin' Up
- "Synthetic Substitution" di Melvin Bliss

Harda U R Tha Doppa U Faal
- "Bring the Noise" di Public Enemy